# ام‌اس رگاتا
ام‌اس رگاتا (به انگلیسی: MS Regatta) یک کشتی است که طول آن ۱۸۰٫۹۶ متر (۵۹۳٫۷ فوت) می‌باشد.